# Яніс Ендзелінс
Яніс Ендзелінс (латис. Jānis Endzelīns; нар.10 лютого 1873, Вольмарский повіт, Ліфляндська губернія, Російська імперія — 1 липня 1961, Кокнесе) — латвійський мовознавець, доктор філологічних наук, дослідник балтійських мов, фахівець з порівняльного і історичного мовознавства.

## Біографія
Народився в маєтку Мичкени Каугурскої волості. Його батько, Марціс Ендзелінс, викупив у поміщика будинок в спадкове володіння. У другому шлюбі Марціса, з Христиною Грасмене (1842-1917), народилося троє синів: Яніс, Херманіс і Аугустс.
Яніс навчався в Каугурській волосній школі. У 1884 закінчив Валміерську окружну школу. У 1892 закінчив Ризьку класичну гімназію, де опанував грецьку і латинську мови, навіть складав на них вірші; самостійно вивчав литовську мову.
У 1893 Ендзелінс вступив до Дерптського університету на відділення класичної філології. Він хотів вивчати латвійську мову, але в жодному університеті не було можливості вивчати балтійські мови. Так як слов'янські мови є найближчими спорідненими мовами, то після закінчення класичного відділення в 1897 Ендзелінс продовжував навчання на відділенні слов'янської філології, яке закінчив у 1900. У цей час Ендзелінс також стає членом найстарішої Латвійської студентської корпорації Lettonia, а дещо пізніше членом Латвійської літературної спілки.
З 1903 до 1908 Ендзелінс викладав порівняльне мовознавство в Дерптському університеті. У 1905 захистив магістерську дисертацію про прийменники латвійської мови. Через рік вийшла друга частина цієї роботи, де розглянуті префікси. У 1907 разом з Карлісом Мюленбахсом написав «Латвійську граматику», яка була першою істинно науковою граматикою латвійської мови. З 1909 до 1920 Ендзелінс працював в Харківському Імператорському університеті/Вільній Академії теоретичних знань, де він читав вступ до мовознавства, порівняльну граматику індоєвропейських мов, порівняльну граматику германських мов, проводив заняття з прусської, литовської, давньоісландської мов. У 1912 захистив докторську дисертацію про відносини балтійських і слов'янських мов. Харкові Ендзелінс написав Lettische Grammatik («Латвійську граматика»), яка була опублікована в 1922 в Латвії. У цьому дослідженні було показано тодішній стан розвитку латвійської мови, а також історія звуків, форм і конструкцій латвійської мови, зв'язку з іншими мовами.
У 1920 Ендзелінс повернувся до Латвії і почав працювати в Латвійській вищій школі. Він допомагав утворити відділення балтійської філології та читав вступ до балтійської філології, наукову граматику латвійської мови, науковий курс латвійської мови, порівняльну граматику балтійських мов. Працював в Термінологічній комісії, якій за короткий час треба було створити терміни в різних галузях. За його участю 1920 заснована Філологічна спілка, 1935 — Сховище латвійської мови. 1922 для потреб вчених німецькою мовою побачила світ «Латвійська книга для читання», де були розглянуті говірки латвійської мови разом з прикладами текстів. У тому ж році видано працю «Топоніми Латвії» (латис. "Latvijas vietu vārdi"), перша частина, в якій зібрані топоніми Відземе. Ця робота написана разом з іншим авторами. 1926 вийшла друга частина, де зібрані топоніми Курземе, Земгале і Латгалії. Ендзелінс взявся закінчити «Словник латвійської мови» (латис. "Latviešu valodas vārdnīca") Карліса Мюленбахса. 1938 виходить друком робота Ензелінса «Звуки і форми латвійської мови» (латис. "Latviešu valodas skaņas ип Formas"). 1943 опублікована робота «Давньопруська мова» (латис. "Senprūšu Valoda").
Ендзелінс був одружений з Мартою Грімм і виховував сина Луцийса, дочок Меліто і Лівію.
Помер в 1961 в Кокнесе.

## Пам'ять
7 грудня 1967 заснована Премія Яніса Ендзелінса Академія наук Латвії (латис. Jāņa Endzelīna prēmija).
На його честь названі вулиці у Ризі та Валміері, а також Закон Ендзеліна у мовознавстві.

## Нагороди і звання
- Член-кореспондент Гельсінської фіно-угорської спілки
- Член-кореспондент Кенігсбергзької наукової спілки
- Член-кореспондент Геттінгенської наукової спілки
- Іноземний член Шведської королівської академії наук
- Іноземний член Нідерландської королівської академії наук
- Іноземний член Академії наук Чехії
- Іноземний член Празької наукової спілки
- Почесний доктор Уппсальського університету
- Почесний доктор Університету Вітовта Великого
- Почесний член Американської спілки лінгвістів
- Почесний член Естонської наукової спілки
- Почесний член Литовської наукової спілки